# Urs Matthias Zachmann
Urs Matthias Zachmann (* 1971) ist ein deutscher Japanologe.

## Leben
Er studierte an den Universitäten Hannover und Heidelberg im Parallelstudium Rechtswissenschaften (1. Staatsexamen Baden-Württemberg 1998) sowie Japanologie und Sinologie (M.A. Heidelberg 2000). Nach der Ausbildung als Rechtsreferendar (2. Staatsexamen mit Prädikat, Hessen 2002) promovierte er im Jahre 2006 an der Universität Heidelberg mit einer Arbeit über die chinesisch-japanischen Beziehungen der späten Meiji-Zeit. Von 2006 bis 2010 war er wissenschaftlicher Mitarbeiter am Japan-Zentrum der LMU München tätig. Nach der Habilitation 2010 in München im Fach Japanologie mit einer geistes- und rechtsgeschichtlichen Untersuchung des Völkerrechtsdiskurses in Japan in der Zwischen- und frühen Nachkriegszeit (1919–1960). Nach einer Professurvertretung an der Universität Heidelberg im Bereich Geschichte Japans (2010–2011) wurde er im Oktober 2011 auf den neugegründeten Handa Chair of Japanese-Chinese Relations der Universität Edinburgh berufen. Er lehrt seit Oktober 2016 als Professor für Kultur und Geschichte des Modernen Japan am Fachbereich Geschichts- und Kulturwissenschaften der FU Berlin.
Seine Schwerpunkte sind Kultur und Geschichte des modernen Japan, Geistesgeschichte Ostasiens, internationale Beziehungen Ostasiens, Beziehungen Japan und China, Recht in Ostasien und Menschenrechte in Ostasien.
2013 wurde er ordentliches Mitglied der Academia Europaea.

## Schriften (Auswahl)
- China and Japan in the Late Meiji Period. China Policy and the Japanese Discourse on National Identity, 1895–1904. London 2009, ISBN 0-415-48191-0.
- Völkerrechtsdenken und Außenpolitik in Japan, 1919–1960. Baden-Baden 2013, ISBN 3-8329-6981-0.
- als Herausgeber mit Christian Uhl: Japan und das Problem der Moderne. Wolfgang Seifert zu Ehren. München 2015, ISBN 3-86205-409-8.
- als Herausgeber: Asia After Versailles. Asian Perspectives on the Paris Peace Conference and the Interwar Order, 1919–1933. Edinburgh 2017, ISBN 978-1-4744-1716-7.